# Теслуй (комуна, Олт)
Теслуй (рум. Teslui) — комуна у повіті Олт в Румунії. До складу комуни входять такі села (дані про населення за 2002 рік):
- Делень (541 особа)
- Керлештій-Моштень (288 осіб)
- Керлештій-дін-Дял (587 осіб)
- Коменіца (419 осіб)
- Корбу (169 осіб)
- Скіту-Делень (195 осіб)
- Теслуй (666 осіб)

Комуна розташована на відстані 138 км на захід від Бухареста, 9 км на північ від Слатіни, 48 км на північний схід від Крайови.

## Населення
За даними перепису населення 2002 року у комуні проживали 2865 осіб.
Національний склад населення комуни:
| Національність | Кількість осіб | Відсоток |
| -------------- | -------------- | -------- |
| румуни         | 2859           | 99,8%    |
| цигани         | 6              | 0,2%     |

Рідною мовою назвали:
| Мова      | Кількість осіб | Відсоток |
| --------- | -------------- | -------- |
| румунська | 2863           | 99,9%    |
| угорська  | 1              | < 0,1%   |
| російська | 1              | < 0,1%   |

Склад населення комуни за віросповіданням:
| Релігія      | Кількість осіб | Відсоток |
| ------------ | -------------- | -------- |
| православні  | 2778           | 97,0%    |
| адвентисти   | 85             | 3,0%     |
| баптисти     | 1              | < 0,1%   |
| не релігійні | 1              | < 0,1%   |

## Зовнішні посилання
- Дані про комуну Теслуй на сайті Ghidul Primăriilor